# Sébastien Schemmel
Sébastien Schemmel (Nancy, 2 juni 1975) is een voormalig voetballer uit Frankrijk. Hij speelde onder meer voor FC Metz en West Ham United, en beëindigde zijn loopbaan in 2005 bij Le Havre AC. Door de supporters van West Ham United werd Schemmel aan het einde van het seizoen 2001-2002 uitgeroepen tot Hammer of the Year.